# Hylaeus brachyceratomerus
Hylaeus brachyceratomerus is een vliesvleugelig insect uit de familie Colletidae. De wetenschappelijke naam van de soort is voor het eerst geldig gepubliceerd in 1941 door Moure.